# 马影镇
马影镇，是中华人民共和国江西省九江市湖口县下辖的一个乡镇级行政单位。

## 行政区划
马影镇下辖以下地区：
马影桥社区、海山社区、永桥村、走马村、观桥村、道桥村、石山村、坚山村、董埂村、东塘村、柯观村、新塘村、罗岭村和水稻原种场前进分场生活区。